# Unione Sportiva Triestina 1937-1938
Questa voce raccoglie le informazioni riguardanti l'Unione Sportiva Triestina nelle competizioni ufficiali della stagione 1937-1938.

## Divise
| Prima divisa |

## Organigramma societario
Area direttiva
- Presidente: Ranieri Babboni

Area tecnica
- Allenatore: Jenő Konrád

## Rosa
| N. |                   | Ruolo | Calciatore        |
| -- | ----------------- | ----- | ----------------- |
|    | Italia (bandiera) | P     | Antonio Tricarico |
|    | Italia (bandiera) | P     | Egidio Umer       |
|    | Italia (bandiera) | D     | Arduino Ferrari   |
|    | Italia (bandiera) | D     | Giuseppe Geigerle |
|    | Italia (bandiera) | D     | Elio Loschi       |
|    | Italia (bandiera) | C     | Leone Bortolutti  |
|    | Italia (bandiera) | C     | Remo Costa (II)   |
|    | Italia (bandiera) | C     | Marčelo Kufersin  |
|    | Italia (bandiera) | C     | Piero Pasinati    |
|    | Italia (bandiera) | C     | Emilio Rancilio   |

| N. |                   | Ruolo | Calciatore           |
| -- | ----------------- | ----- | -------------------- |
|    | Italia (bandiera) | C     | Luigi Spanghero (I)  |
|    | Italia (bandiera) | C     | Ferruccio Valcareggi |
|    | Italia (bandiera) | A     | Luigi Busidoni       |
|    | Italia (bandiera) | A     | Bruno Chizzo         |
|    | Italia (bandiera) | A     | Gino Colaussi        |
|    | Italia (bandiera) | A     | Giuseppe Grezar      |
|    | Italia (bandiera) | A     | Mario Tosolini       |
|    | Italia (bandiera) | A     | Guglielmo Trevisan   |
|    | Italia (bandiera) | A     | Vinicio Tumiati      |

## Risultati

### Serie A

#### Girone di andata
| Trieste 3 settembre 1937 | Triestina          | 0 – 0 | Lazio | Stadio Littorio\| Arbitro: \| Scorzoni (Bologna) \| |
| Arbitro:                 | Scorzoni (Bologna) |       |       |                                                     |

| Arbitro: | Gianelli (Genova) |

|                         |           |  |
| Mian 33’, 43’ Gerbi 47’ | Marcatori |  |

| Arbitro: | Scorzoni (Bologna) |

|              |           |            |
| Trevisan 46’ | Marcatori | 52’ Frossi |

| Arbitro: | Curradi (Firenze) |

|  |           |                               |
|  | Marcatori | 14’ (rig.), 40’, 75’ Trevisan |

| Arbitro: | Galeati (Bologna) |

|              |           |  |
| Colaussi 26’ | Marcatori |  |

| Arbitro: | Gnocchini (Como) |

|               |           |  |
| Baldi III 61’ | Marcatori |  |

| Arbitro: | Mazza (Torre del Greco) |

|                   |           |                   |
| Servetti 12’, 42’ | Marcatori | 14’, 87’ Trevisan |

| Arbitro: | Dattilo (Roma) |

|                                                     |           |  |
| Pasinati 20’ Chizzo 23’ Trevisan 33’, 43’, 84’, 90’ | Marcatori |  |

| Trieste 14 novembre 1937 | Triestina         | 0 – 0 | Milan | Stadio Littorio (8.000 spett.)\| Arbitro: \| Zelocchi (Modena) \| |
| Arbitro:                 | Zelocchi (Modena) |       |       |                                                                   |

| Arbitro: | Ciamberlini (Sampierdarena) |

|                     |           |                           |
| Negro 82’ Conti 88’ | Marcatori | 33’ Trevisan 69’ Pasinati |

| Arbitro: | Dattilo (Roma) |

|                                      |           |                      |
| Grezar 49’ Pasinati 73’ Colaussi 87’ | Marcatori | 55’ (rig.) Reguzzoni |

| Arbitro: | Bevilacqua (Viareggio) |

|                             |           |  |
| Bellini 12’ Varglien II 41’ | Marcatori |  |

| Trieste 19 dicembre 1937 | Triestina         | 0 – 0 | Roma | Stadio Littorio\| Arbitro: \| Zelocchi (Modena) \| |
| Arbitro:                 | Zelocchi (Modena) |       |      |                                                    |

| Arbitro: | Mazza (Torre del Greco) |

|  |           |            |
|  | Marcatori | 84’ Chizzo |

| Trieste 9 gennaio 1938 | Triestina        | 0 – 0 | Lucchese | Stadio Littorio\| Arbitro: \| Soliani (Genova) \| |
| Arbitro:               | Soliani (Genova) |       |          |                                                   |

#### Girone di ritorno
| Arbitro: | Curradi (Firenze) |

|                      |           |              |
| Piola 22’ Busani 74’ | Marcatori | 35’ Busidoni |

| Arbitro: | Saracini (Ancona) |

|                             |           |  |
| Chizzo 9’ Pasinati 66’, 89’ | Marcatori |  |

| Arbitro: | Soliani (Genova) |

|                   |           |                          |
| Meazza 56’ (rig.) | Marcatori | 42’ (rig.), 76’ Trevisan |

| Trieste 6 febbraio 1938 | Triestina         | 0 – 0 | Atalanta | Stadio Littorio\| Arbitro: \| Bertolio (Torino) \| |
| Arbitro:                | Bertolio (Torino) |       |          |                                                    |

| Arbitro: | Pizziolo (Firenze) |

|             |           |                          |
| Peretti 50’ | Marcatori | 4’ Trevisan 46’ Pasinati |

| Arbitro: | Ciamberlini (Sampierdarena) |

|              |           |  |
| Colaussi 86’ | Marcatori |  |

| Arbitro: | Bertolio (Torino) |

|                   |           |                       |
| Trevisan 59’, 62’ | Marcatori | 85’ (rig.) Arcari III |

| Bari 6 marzo 1938 | Bari                 | 0 – 0 | Triestina | Stadio della Vittoria\| Arbitro: \| Mastellari (Bologna) \| |
| Arbitro:          | Mastellari (Bologna) |       |           |                                                             |

| Milano 13 marzo 1938 | Milano           | 0 – 0 | Triestina | San Siro\| Arbitro: \| Moretti (Genova) \| |
| Arbitro:             | Moretti (Genova) |       |           |                                            |

| Arbitro: | Mastellari (Bologna) |

|                          |           |            |
| Pasinati 6’ Colaussi 85’ | Marcatori | 40’ Comini |

| Bologna 27 marzo 1938 | Bologna             | 0 – 0 | Triestina | Stadio Littoriale\| Arbitro: \| Barlassina (Novara) \| |
| Arbitro:              | Barlassina (Novara) |       |           |                                                        |

| Arbitro: | Scorzoni (Bologna) |

|                           |           |  |
| Trevisan 35’ Pasinati 84’ | Marcatori |  |

| Arbitro: | Ciamberlini (Sampierdarena) |

|                |           |              |
| Mascheroni 25’ | Marcatori | 15’ Trevisan |

| Arbitro: | Curradi (Firenze) |

|  |           |                          |
|  | Marcatori | 48’ Costanzo 70’ Pomponi |

| Arbitro: | Mazza (Torre del Greco) |

|           |           |  |
| Scher 10’ | Marcatori |  |

### Coppa Italia

#### Primo turno
| Arbitro: | Bertolio (Torino) |

|                           |           |                     |
| Baldinotti 28’ Chinol 63’ | Marcatori | 69’ (rig.) Trevisan |

## Statistiche

### Statistiche di squadra
| Competizione | Punti | In casa | In casa | In casa | In casa | In casa | In casa | In trasferta | In trasferta | In trasferta | In trasferta | In trasferta | In trasferta | Totale | Totale | Totale | Totale | Totale | Totale | DR  |
| Competizione | Punti | G       | V       | N       | P       | Gf      | Gs      | G            | V            | N            | P            | Gf           | Gs           | G      | V      | N      | P      | Gf     | Gs     | DR  |
| ------------ | ----- | ------- | ------- | ------- | ------- | ------- | ------- | ------------ | ------------ | ------------ | ------------ | ------------ | ------------ | ------ | ------ | ------ | ------ | ------ | ------ | --- |
| Serie A      | 36    | 15      | 8       | 6       | 1       | 21      | 6       | 15           | 4            | 6            | 5            | 14           | 16           | 30     | 12     | 12     | 6      | 35     | 22     | +13 |
| Coppa Italia |       | -       | -       | -       | -       | -       | -       | 1            | 0            | 0            | 1            | 1            | 2            | 1      | 0      | 0      | 1      | 1      | 2      | -1  |
| Totale       | -     | 15      | 8       | 6       | 0       | 21      | 6       | 16           | 4            | 6            | 6            | 15           | 18           | 31     | 12     | 12     | 7      | 36     | 24     | +12 |

### Statistiche dei giocatori[2]
| Giocatore        | Serie A  | Serie A | Coppa Italia | Coppa Italia | Totale   | Totale |
| Giocatore        | Presenze | Reti    | Presenze     | Reti         | Presenze | Reti   |
| ---------------- | -------- | ------- | ------------ | ------------ | -------- | ------ |
| L. Bortolutti    | 27       | 0       | 1            | 0            | 28       | 0      |
| L. Busidoni      | 12       | 1       | 1            | 0            | 13       | 1      |
| B. Chizzo        | 30       | 3       | 1            | 0            | 31       | 3      |
| G. Colaussi      | 15       | 4       | 1            | 0            | 16       | 4      |
| R. Costa (II)    | 4        | 0       | -            | -            | 4        | 0      |
| A. Ferrari       | 2        | 0       | -            | -            | 2        | 0      |
| G. Geigerle      | 30       | 0       | 1            | 0            | 31       | 0      |
| G. Grezar        | 18       | 1       | -            | -            | 18       | 1      |
| E. Loschi        | 28       | 0       | 1            | 0            | 29       | 0      |
| P. Pasinati      | 26       | 8       | -            | -            | 26       | 8      |
| E. Rancilio      | 29       | 0       | 1            | 0            | 30       | 0      |
| L. Spanghero (I) | 29       | 0       | 1            | 0            | 30       | 0      |
| M. Tosolini      | 4        | 0       | -            | -            | 4        | 0      |
| G. Trevisan      | 30       | 18      | 1            | 1            | 31       | 19     |
| A. Tricarico     | 28       | -19     | 1            | -2           | 29       | -21    |
| V. Tumiati       | 8        | 0       | 1            | 0            | 9        | 0      |
| E. Umer          | 2        | -3      | -            | -            | 2        | -3     |
| F. Valcareggi    | 7        | 0       | -            | -            | 7        | 0      |